# Феминела (Л'Аквила)
Феминела (итал. Femminella) је насеље у Италији у округу Л'Аквила, региону Абруцо.
Према процени из 2011. у насељу је живело 25 становника. Насеље се налази на надморској висини од 536 м.